# Leonie Fiebich
Leonie Fiebich (* 10. Januar 2000 in Landsberg am Lech) ist eine deutsche Basketballspielerin.

## Laufbahn
Fiebichs Heimatverein ist die DJK Landsberg, bereits im Alter von 14 Jahren spielte sie neben ihren Einsätzen im Nachwuchsbereich auch für Landsbergs Damen. Noch als Jugendliche wechselte die aus einer Basketballfamilie stammende Flügelspielerin zur TS Jahn München und wurde dort Stammkraft in der 2. Bundesliga. Im Juni 2017 zog sie sich im Halbfinale der Weiblichen Nachwuchs-Basketball-Bundesliga einen Kreuzbandriss zu. Im Spieljahr 2017/18 war sie in der zweiten Liga mit einem Mittelwert von 16,2 Punkten pro Begegnung zweitbeste Korbschützin der Münchenerinnen, auch ihre 7,4 Rebounds je Partie waren kaderintern der zweitbeste Wert. Sie wurde mit München Vizemeister der 2. Bundesliga Süd.
Im August 2018 wurde Fiebich vom Bundesligisten TSV 1880 Wasserburg unter Vertrag genommen. Sie wurde als bester Bundesliganeuling der Saison 2018/19 ausgezeichnet. Aufgrund eines Kreuzbandrisses – bereits der zweite ihrer Laufbahn – kam sie im Spieljahr 2019/20 nur zu einem einzigen Ligaeinsatz. Beim WNBA Draft 2020 im April 2020 sicherten sich die Los Angeles Sparks die Rechte an Fiebich. Sie wurde als insgesamt 22. Spielerin aufgerufen. Sie wurde dort in der Saison 2020 nicht eingesetzt. Im Mai 2021 sicherten sich die Chicago Sky die Rechte an Fiebich.
2021 wechselte sie zu Flammes Carolo Basket Ardennes nach Frankreich. In der Sommerpause 2022 wurde Fiebich von Casademont Zaragoza (Spanien) verpflichtet. Im Februar 2023 wurden die WNBA-Rechte an der Deutschen im Rahmen eines Tauschhandels an die New York Liberty weitergegeben. Anfang April 2023 gewann sie mit Zaragoza den spanischen Pokalwettbewerb. 2022/23 und 2023/24 wurde Fiebich als beste Spielerin der spanischen Liga ausgezeichnet.
Anfang Februar 2024 gab New York Liberty ihre Verpflichtung bekannt. Die Vereinbarung hatte zunächst für die Saisonvorbereitung Bestand, anschließend wurde Fiebich in New Yorks Aufgebot für die Saison 2024 berufen. Nach dem Abschluss der Hauptrunde der Saison 2024 wurde Fiebich ins All-Rookie Team der WNBA gewählt. Im Oktober 2024 gewann sie mit New York zum ersten Mal den WNBA-Meistertitel.
Im Mai 2025 gewann Fiebich nach dem Triumph in der WNBA im Vorjahr auch die spanische Meisterschaft mit Valencia Basket. In den Endspielen besiegte man ihren ehemaligen Verein Casademont Zaragoza.

### Nationalmannschaft
2015 nahm Fiebich mit der deutschen U16-Nationalmannschaft an der Europameisterschaft in Portugal teil. Ein Jahr später stand sie erneut im U16-EM-Aufgebot und gewann mit der Auswahl Silber, wobei sie mit Mittelwerten von 11,9 Punkten sowie 11,6 Rebounds je Begegnung erheblich zu diesem Erfolg beitrug. Im Sommer 2018 wurde sie mit der deutschen Mannschaft U-18-Europameisterin. Sie erzielte während des Turniers in Italien pro Spiel im Schnitt 11,7 Punkte und 8,7 Rebounds und wurde in die „Mannschaft des Turniers“ gewählt.
Im Oktober 2018 wurde Fiebich erstmals ins Aufgebot der deutschen Damen-Nationalmannschaft berufen. Im Sommer 2019 nahm sie an der U19-Weltmeisterschaft in Thailand teil, erlitt im Achtelfinalspiel gegen die Vereinigten Staaten jedoch erneut einen Kreuzbandriss. Im 3-gegen-3-Basketball wurde sie ebenfalls Nationalspielerin.
In der herkömmlichen Spielweise (5-gegen-5) wurde sie mit Deutschland bei der Europameisterschaft Sechste. Fiebich war mit einem Mittelwert von 12,2 Punkten je Turnierspiel die beste deutsche Korbschützin. Bei den Olympischen Spielen 2024 und bei der EM 2025 erreichte sie mit der DBB-Auswahl das Viertelfinale.